# الرجل الفيتروفي (ليوناردو دا فينشي)
لوحة الرجل الفيتروفي، لوحة رسمها ليوناردو دا فينشي تمثل رجلين عاريين في وضع متراكب أحدهم داخل دائرة والآخر داخل مربع.

## التسمية
يطلق على الرسم والنص المسرد فيها أحيانًا مسمى آخر وهو شريعة الأنساب.

## الصورة
تجسد الصورة تلاحم ما بين الفن والعلوم وهذا أحد مميزات عصر النهضة. وتمثل أيضا المثال الكامل الذي يجسد اهتمام ليوناردو بالنسب في أعماله. وكان ليوناردو يؤمن بوجود تجانس وتناسب ما بين جسد الإنسان والكون.

## النص المصاحب
طبقا للنص المصاحب للصورة الذي كتبه دافنشي بطريقة المرآة (لا تقرأ إلا بوضع النص أمام مرآة).
إن النسب المثالية التي وجدها فيتروفيو للإنسان الذكر هي:
- راحة اليد (الكف) تساوي عرض أربعة أصابع.
- كف القدم طوله أربع مرات عرض كف اليد.
- الذراع طوله ست مرات عرض كف اليد.
- طول الإنسان الذكر أربع أذرع أي 24 مرة من كف اليد.
- طول الذراعين ممدودين يساوي طول الإنسان.
- المسافة من منبت الشعر إلى أسفل الذقن تساوى (1/10) من طول الإنسان.
- أقصى عرض للكتفين يساوي ربع طول الإنسان، وهي تساوي أيضا نفس المسافة بين منتصف الصدر وأعلى الرأس.
- المسافة من الكوع إلى الإبط هي (1/8) من طول الإنسان.
- المسافة من منبت الشعر إلى الحاجبين هو (1/3) من طول الوجه، وهي نفس طول الأذن.

يقول دافنشي أيضا في الملاحظات الموجودة على اللوحة وعن اللوحة:
1. النسب المتعلقة بطول الإنسان: 
المسافة من منبت الشعر إلى أسفل الذقن هي نفس المسافة من الرسغ إلى أعلى نقطة في أصبع الوسطى لليد، وهي تساوي (1/10) من طول الإنسان. والمسافة من الذقن إلى أعلى الجمجمة هي (1/8) من طول الإنسان. ومن أعلى الصدر إلى منبت الشعر تساوي (1/6) من طول الإنسان. ومن منتصف الصدر إلى أعلى الجمجمة تساوي (1/4) من طول الإنسان. هذه النسب متعلقة بطول الإنسان. طول القدم (1/6) من طول الإنسان وبالنسبة للساعد هي (1/4) من الطول. وهي نفس النسبة لعرض الصدر. وباقي أعضاء الجسم لها أيضا نسب متناظرة مع طول الإنسان.
2. النسب المتعلقة بطول وجه الإنسان هي:
المسافة من أسفل الذقن إلى أسفل الانف تساوي (1/3) من طول وجه الإنسان وهي نفس النسبة من أسفل الانف إلى منتصف الحاجبين وأيضا نفس النسبة من منتصف الحاجبين إلى منبت الشعر (الجبهة).
3. مركز الإنسان ومركز الدائرة ونقطة تلاقي قطريّ المربع هي سرة الإنسان.

## اللوحة اليوم
اللوحة في الوقت الراهن خارج العرض ومحفوظة لدى معرض الأكاديمية بمدينة البندقية في إيطاليا ولا يتم عرضها إلا في المناسبات الثقافية الكبرى.
يستخدم الرجل الفيتروفي الآن كرمز للمعاصرة ويأخذ شعار للعديد من الشركات الطبية وتتخذه العديد من البلدان كرمز للمهنية الطبية مثل ألمانيا والولايات المتحدة الأمريكية. ولم يقتصر استخدامه على الرموز الطبية فقط ولكن استخدمت إيطاليا الرجل الفيتروفي أيضا كشعار وضع على العملة المعدنية لليورو الإيطالي.